# Riccardo Bacchelli
Riccardo Bacchelli, AFI [rikˈkardo bakˈkɛlli] (Bolonya, 19 d'abril de 1891 - Monza, 8 d'octubre de 1985) fou un escriptor i dramaturg italià, i un dels principals autors de novel·les històriques del segle xx. Va ser nominat al Premi Nobel de Literatura vuit vegades.

## Biografia
Escriptor precoç i prolífic, Riccardo Bacchelli es va fer famós en la novel·la, la poesia, el teatre, la música i la crítica literària, el periodisme, l'assaig històric, la narració de viatges, la traducció, l'estudi dels clàssics italians i estrangers.
El 1911, als vint anys, va publicar la seva primera novel·la Il Filo meraviglioso di Lodovico Clò. Durant la Primera Guerra Mundial, va lluitar com a voluntari, amb el rang d'oficial d'artilleria.
El 1919, funda amb Cardarelli i cinc altres « savis » la revista literària La Ronda en la qual publicarà nombrosos articles.
El 1923, va abandonar Bolonya per instal·lar-se a Florència (i després a Roma). De 1941 a 1944 va ser membre de la Reale Accademia d'Italia, membre de l'Accademia Nazionale dei Lincei a Roma així com de l'Accademia della Crusca.
Després de la Segona Guerra Mundial, Riccardo Bacchelli entrarà en el misticisme religiós,que li haurà d'inspirar diverses obres. També va ser membre de diverses acadèmies, doctor honorari de diverses universitats, oficial de l'Orde al Mèrit de la República Italiana i cavaller de la Gran Creu del mateix orde.

## Principals obres
- Il Filo meraviglioso di Lodovico Clò (1911)
- Poemi lirici (1914)
- Memorie del tempo presente (1919), escrita al front durant la guerra
- Amleto (1919), drame
- Lo sa il tonno (1923), faula satírica
- Il Diavolo al Pontelungo (1927), novel·la històrica
- La citta' degli amanti (1929), novel·la
- Il mulino del Po : la novel·la més famosa de Riccardo Bacchelli, escrita entre 1938 i 1940. Àmplia epopeia històrica que explica la història d'una família, els Scacerni, a partir de 1812 (la retirada de Rússia de les tropes napoleòniques) al 1918 (fi de la Primera Guerra Mundial). La novel·la es divideix en tres parts: Dio ti salvi, La miseria viene in barca i Mondo vecchio sempre nuovo
- Il Pianto del figlio di Lais (1945), novel·la d'inspiració bíblica
- L'Alba dell'ultima sera (1949), teatre
- I Tre schiavi di Giulio Cesare (1957), novel·la històrica
- Non ti chiamerò più padre (1959), novel·la històrica
- Il Coccio di terracotta (1966), novel·la d'inspiració bíblica
- L'Afrodite (1969), novel·la

## Citacions famoses[4][5]
- I figlioli imparano sempre assai più cose di quelle insegnate; e sono i figlioli a conoscere i genitori, non il contrario / Els nens sempre aprenen moltes més coses de les ensenyades; i són els fills els que coneixen els seus pares, no al revés.
- Anche la miseria è un'eredità / Fins i tot la misèria és un llegat.
- La scienza è esperienza concentrata / La ciència és experiència concentrada.
- In tempi di scarsi denari abbondano i consigli / En temps d'escassetat de diners abunden els consells.
- Non è elegante quando si ha una superiorità, farla notare, ma è da screanzati mettere uno nella necessità di farla rilevare / No és elegant, quan es té una superioritat, fer-la notar; però és de mala educació posar algú en la necessitat de fer-la palesar.
- L'educazione non è mai troppa / L'educació mai no és massa.
- La verità è come il cauterio del chirurgo: brucia, ma risana / La veritat és com el cauteri del cirurgià: crema, però cura.
- Ogni rivoluzione politica si riduce nell'andare a imparare quello che gli altri, che c'erano prima, sapevano da troppo tempo / Cada revolució política es redueix a aprendre allò que els altres, que hi eren abans, ja sabien des de feia massa temps.